# Communauté rurale de Diama
La communune de Diama est une commune du Sénégal située au nord-ouest du pays plus précisément a quelques kilomètres de Saint Louis. 
Elle est composée des zones de tackk gagne, debi tiguet, yalla mboudoum et finalement mboudiom berress, elle possède une frontière avec la Mauritanie et aussi un barrage qui permet la dessalinisation de l'eau du fleuve Sénégal 
Reconfigurée en 2008, elle fait partie de l'arrondissement de Ndiaye, du département de Dagana et de la région de Saint-Louis.
Son chef-lieu est Diama.